# 设计心理学
《設計&日常生活》一本是認知科學學者唐·諾曼在1980年代的重要著作。英文書原名為The Psychology of Everyday Things。後改名叫做The Design of Everyday Things。在中国大陆依照舊書名曾被译为《设计心理学》，再版时又被译作《好用型设计》。
这本书以认知心理学为基本原理，提供了若干非常有用的设计原则。这些原则包括心智模型、感知/现实映射原理、比喻以及可操作暗示等等。